# アスペン・ラッド
アスペン・ラッド（Aspen Ladd、1995年3月1日 - ）は、アメリカ合衆国の女性総合格闘家。カリフォルニア州フォルソム出身。MMAゴールド・ファイトチーム所属。

## 来歴
14歳の時からMMAのトレーニングを始め、アマチュアで8勝1敗の戦績を残した。2015年、Invicta FCでプロデビュー。

### UFC
2017年10月22日、UFC初参戦となったUFC Fight Night: Cowboy vs. Tillでリナ・ランズバーグと対戦し、2RにパウンドでTKO勝ち。
2018年4月21日、UFC Fight Night: Barboza vs. Leeで女子バンタム級ランキング9位のレスリー・スミスと対戦予定だったが、前日計量でラッドがバンタム級の規定体重を1.8ポンドオーバーし、スミスがキャッチウェイトでの対戦を拒否したため、試合がキャンセルされた。
2018年10月6日、UFC 229で元Invicta FC世界バンタム級王者のトーニャ・エヴァンジャーと対戦し、1RにパウンドでTKO勝ち。パフォーマンス・オブ・ザ・ナイトを受賞した。
2019年5月18日、UFC Fight Night: dos Anjos vs. Leeでシジャラ・ユーバンクスと再戦し、3-0の判定勝ち。ファイト・オブ・ザ・ナイトを受賞した。
2019年7月13日、UFC Fight Night: de Randamie vs. Laddで女子バンタム級ランキング1位のジャーメイン・デ・ランダミーと対戦。試合開始直後に右ストレートを被弾し、わずか16秒でTKO負け。プロ初黒星を喫した。
2019年10月16日、ラッドはUFC Fight Night: de Randamie vs. Laddが行われたカリフォルニア州アスレチック・コミッションに、女子選手の試合であったためにレフェリーは早めに試合をストップしたとして、試合結果をノーコンテストに変更するよう提訴するが、賛成2票、反対3票の投票でレフェリーのストップのタイミングは正しかったとして支持され、ラッドの提訴は否決された。
2019年12月7日、UFC on ESPN: Overeem vs. Rozenstruikで女子バンタム級ランキング7位のヤナ・クニツカヤと対戦し、TKO勝ち。
2022年4月9日、UFC 273で女子バンタム級ランキング7位のラケル・ペニントンと対戦し、0-3の判定負け。
ラッドの体重超過による試合のキャンセルが重なり、2022年9月27日にUFCからリリースされた。

### PFL
2022年10月4日、PFLと契約した。
2022年11月25日、PFL 10でジュリア・バッドと対戦し、2-1の判定勝ち。

## 戦績
| 総合格闘技 戦績 | 総合格闘技 戦績 | 総合格闘技 戦績 | 総合格闘技 戦績 | 総合格闘技 戦績 | 総合格闘技 戦績 | 総合格闘技 戦績 |
| --------------- | --------------- | --------------- | --------------- | --------------- | --------------- | --------------- |
| 16 試合         | (T)KO           | 一本            | 判定            | その他          | 引き分け        | 無効試合        |
| 11 勝           | 6               | 2               | 3               | 0               | 0               | 0               |
| 5 敗            | 1               | 0               | 4               | 0               | 0               | 0               |

| 勝敗 | 対戦相手                     | 試合結果                          | 大会名                                     | 開催年月日     |
| ×    | ケイラ・ハリソン             | 5分3R終了 判定0-3                 | PFL 10                                     | 2023年11月24日 |
| ○    | カロリーナ・ソベク           | 2R 4:57 腕ひしぎ十字固め          | PFL 5                                      | 2023年6月16日  |
| ×    | オレナ・コレスニク           | 5分3R終了 判定0-2                 | PFL 2                                      | 2023年4月7日   |
| ○    | ジュリア・バッド             | 5分3R終了 判定2-1                 | PFL 10                                     | 2022年11月25日 |
| ×    | ラケル・ペニントン           | 5分3R終了 判定0-3                 | UFC 273: Volkanovski vs. The Korean Zombie | 2022年4月9日   |
| ×    | ノルマ・ドゥモン             | 5分5R終了 判定0-3                 | UFC Fight Night: Ladd vs. Dumont           | 2021年10月16日 |
| ○    | ヤナ・クニツカヤ             | 3R 0:33 TKO（パウンド）           | UFC on ESPN 7: Overeem vs. Rozenstruik     | 2019年12月7日  |
| ×    | ジャーメイン・デ・ランダミー | 1R 0:16 TKO（右ストレート）       | UFC Fight Night: de Randamie vs. Ladd      | 2019年7月13日  |
| ○    | シジャラ・ユーバンクス       | 5分3R終了 判定3-0                 | UFC Fight Night: dos Anjos vs. Lee         | 2019年5月18日  |
| ○    | トーニャ・エヴァンジャー     | 1R 3:26 TKO（パウンド）           | UFC 229: Khabib vs. McGregor               | 2018年10月6日  |
| ○    | リナ・ランズバーグ           | 2R 2:33 TKO（パウンド）           | UFC Fight Night: Cowboy vs. Till           | 2017年10月22日 |
| ○    | シジャラ・ユーバンクス       | 5分3R終了 判定3-0                 | Invicta FC 21: Anderson vs. Tweet          | 2017年1月14日  |
| ○    | ジェシカ・ホイ               | 2R 3:14 TKO（パウンド）           | Invicta FC 18: Grasso vs. Esquibel         | 2016年7月29日  |
| ○    | ケリー・マギル               | 3R 1:47 TKO（パウンド）           | Invicta FC 16: Hamasaki vs. Brown          | 2016年3月11日  |
| ○    | アマンダ・クーパー           | 2R 4:42 腕ひしぎ十字固め          | Invicta FC 14: Evinger vs. Kianzad         | 2015年9月12日  |
| ○    | アナ・カロリーナ・ビダル     | 1R 4:21 TKO（グラウンドの肘打ち） | Invicta FC 11: Cyborg vs. Tweet            | 2015年2月27日  |

## 表彰
- ブラジリアン柔術 紫帯
- UFC パフォーマンス・オブ・ザ・ナイト（1回）
- UFC ファイト・オブ・ザ・ナイト（1回）